# خفض الانبعاثات الناتجة عن إزالة الغابات وتدهورها في البلدان النامية

البلدان المشاركون في الاتفاقية.
المشاركون في إزالة الغابات وتدهورها
المشاركون في مرفق اشتراك الكربون في الغابات
المشاركون في الاثنتين

جرت المفاوضات بشأن فض الانبعاثات الناتجة عن إزالة الغابات وتدهورها في البلدان النامية (بالإنجليزية: Reducing emissions from deforestation and forest degradation)‏ (REDD) الذي يُعرف اختصاراً بـ REDD+لأول مرة بموجب اتفاقية الأمم المتحدة الإطارية بشأن تغير المناخ (UNFCCC) عام 2005، وذلك بهدف الحد من تغير المناخ عبر الحد من صافي انبعاثات الغازات الدفيئة، وذلك من خلال تعزيز إدارة الغابات في البلدان النامية. اتُخذت معظم قرارات خفض الانبعاثات الناتجة عن إزالة الغابات وتدهورها في البلدان النامية بحلول عام 2013، مع الانتهاء من الأجزاء النهائية من كتاب القواعد عام 2015.
في العقدين الأخيرين، قدرت العديد من الدراسات أن التغير في استخدام الأراضي، بما في ذلك إزالة الغابات وتدهورها، يمثل 12 إلى 29% من انبعاثات الغازات الدفيئة العالمية. لهذا السبب، يعتبر إدراج خفض الانبعاثات الناتجة عن تغيير استخدام الأراضي ضروريًا لتحقيق أهداف اتفاقية الأمم المتحدة الإطارية بشأن تغير المناخ.
أثناء مفاوضات بروتوكول كيوتو، وخاصة آلية التنمية النظيفة، نوقش إدراج إدارة الغابات الاستوائية، لكن الاقتراح فشل في النهاية بسبب الصعوبات المنهجية المتوقعة في تحديد الآثار الضارة للمشروع خارج منطقته، وما بقي بخصوص الغابات هو التشجير وإعادة التحريج، النطاق القطاعي 14 لآلية التنمية النظيفة. ضمن هذا النطاق القطاعي، يمكن إعادة زراعة أنواع الأشجار الأصلية أو التجارية في الأراضي التي لم يكن عليها أي غطاء حرجي منذ العام 1990. خلال السنوات الثمانية الأولى من تطبيقها، سُجّل 52 مشروعًا ضمن نطاق «التشجير وإعادة التحريج» في آلية التنمية النظيفة. غالبًا ما تُلام الإجراءات الإدارية المرهقة والتكاليف المرتفعة المرتبطة بالمعاملات على البطء بالتنفيذ. إذا ما نظرنا أبعد من آلية التنمية النظيفة، سنجد أن جميع البلدان المتقدمة المشاركة في بروتوكول كيوتو التزمت أيضًا بقياس الجهود المبذولة لخفض صافي انبعاثات الغازات الدفيئة الناتج عن الغابات والإبلاغ عن تلك الجهود. تقيس الولايات المتحدة أيضًا صافي حبس الغازات الدفيئة في غاباتها وتبلغ عنه.
أنشئ التحالف من أجل دول الغابات المطيرة استجابة لما يعتبره الكثيرون فشلًا في معالجة مصدرٍ رئيسيٍ لانبعاثات الغازات الدفيئة العالمية، وفي عام 2005 اقترحوا على مؤتمر الأطراف الموقعة على اتفاقية الأمم المتحدة الإطارية بشان التغير المناخي حوافز إيجابية للحد من انبعاثات الغازات الدفيئة الناجمة عن إزالة الغابات المدارية وتدهورها كتدبيرٍ يهدف للتخفيف من التغير المناخي.

## خفض الانبعاثات الناتجة عن إزالة الغابات وتدهورها في البلدان النامية كآلية للتخفيف من التغيّر المناخي
تمثل إزالة الغابات وتدهورها  17-29% من انبعاثات الغازات الدفيئة العالمية، ويقدّر أن تخفيضها هو أحد أكثر استراتيجيات التخفيف من آثار تغير المناخ فعاليةً من حيث التكلفة. يمكن لتجديد الغابات في الأراضي المتدهورة أو تلك التي أزيلت الغابات منها أن يزيل أو يخفف ثاني أكسيد الكربون من الغلاف الجوي عبر مراكمة الكتلة الحيوية، ما يجعل أراضي الغابات بلّاعةً للغازات الدفيئة (خاصة ثاني أكسيد الكربون). تعالج آلية خفض الانبعاثات الناتجة عن إزالة الغابات وتدهورها في البلدان النامية آليةً للتخفيف من التغير المناخي قضيتي خفض انبعاثات الغازات الدفيئة وتحسين إزالتها.

### خفض الانبعاثات
يمكن الحد من انبعاثات الغازات الدفيئة من أراضي الغابات من خلال إبطاء معدلات إزالة الغابات وتدهورها، والتي يشملها بوضوح أول نشاطين من الأنشطة المؤهلة لخفض الانبعاثات الناتجة عن إزالة الغابات وتدهورها في البلدان النامية. هناك خيار آخر يتمثل في شكل من أشكال قطع الأشجار منخفض التأثير ضمن قطع الاشجار لأغراض تجارية، في إطار نشاطٍ لخفض الانبعاثات الناتجة عن إزالة الغابات وتدهورها، يؤهل للإدارة المستدامة للغابات.

### تعزيز الإزالة
يمكن تحقيق إزالة الغازات الدفيئة (خاصة ثاني أكسيد الكربون) من الغلاف الجوي عبر العديد من خيارات إدارة الغابات، مثل إعادة زراعة المناطق المتدهورة أو التي أزيلت منها الغابات أو عبر زراعة التخصيب، ولكن أيضًا عن طريق السماح بتجديد أراضي الغابات بشكل طبيعي. يجب توخي الدقة والحذر للتمييز بين ما هو عملية بيئية بحتة من إعادةٍ للنمو وما هو مستحثّ أو معزّز من خلال التدخل البشري الهادف لإدارة الغابة أو الأرض.

### خفض الانبعاثات الناتجة عن إزالة الغابات وتدهورها في البلدان النامية وسوق الكربون
عام 2009، في المؤتمر الخامس عشر للأطراف الموقّعة على اتفاقية الأمم المتحدة الإطارية بشان التغير المناخي المنعقد في كوبنهاغن، توصّل المجتمعون لما بات يعرف باسم اتفاق كوبنهاغن، التي تشير في القسم 6 منها إلى الاعتراف بالدور الحاسم لخفض الانبعاثات الناتجة عن إزالة الغابات وخفض الانبعاثات الناتجة عن إزالة الغابات وتدهورها في البلدان النامية، والحاجة إلى توفير حوافز إيجابية لمثل هذه الإجراءات عبر السماح بتعبئة الموارد المالية من البلدان المتقدمة. يمضي الاتفاق في الإشارة في القسم الثامن منه إلى أن الالتزام الجماعي من جانب البلدان المتقدمة بالموارد الجديدة والإضافية، بما في ذلك تشجير الغابات والاستثمارات عبر المؤسسات الدولية، سيقارب مبلغ 30 مليار دولار أمريكي للفترة بين عامي 2010 و2012.
أنشئ  الصندوق الأخضر للمناخ في المؤتمر السابع عشر كآلية مالية لاتفاقية الأمم المتحدة الإطارية بشأن تغير المناخ، بما في ذلك تمويل خفض الانبعاثات الناتجة عن إزالة الغابات وتدهورها. يشير إطار عمل وارسو بشأن خفض الانبعاثات الناتجة عن إزالة الغابات وتدهورها عدة مرات إلى إطار التعاون العالمي، إذ يكلّف البلدان النامية بالتقدم بطلب للحصول على التمويل. يمول إطار التعاون العالمي حاليًا برامج REDD + في المرحلة الأولى (تصميم الاستراتيجيات أو خطط العمل الوطنية وبناء القدرات) والمرحلة الثانية (تنفيذ الاستراتيجيات أو خطط العمل الوطنية).

## المخاوف
منذ المناقشة الأولى حول خفض الانبعاثات الناتجة عن إزالة الغابات وتدهورها في البلدان النامية عام 2005، وخاصة في المؤتمر الثالث عشر عام 2007 والمؤتمر الخامس عشر عام 2009، أثيرت الكثير من المخاوف بشأن جوانب برنامج خفض الانبعاثات هذا. على الرغم من أنه من المفهوم على نطاق واسع أن برنامج REDD + سيحتاج لأن يُنفذ بشكل كامل في المستقبل القريب، إلا أنه يجب التغلب على الديد من التحديات قبل التنفيذ.
من أكبر التحديات التي تواجه المشروع هي كيفية مراقبة الانبعاثات المخفّضة وإزالة الغازات الدفيئة باستمرار وعلى نطاق واسع، في عدة بلدان بشكل متزامن، في الوقت الذي يكون فيه لكل بلد منها وكالان وقوانين بيئية مختلفة. تتعلق القضايا الأخرى بالصراع بين نهج خفض الانبعاثات موضع الذكر واستراتيجيات التنمية الوطنية الحالية، وبين مشاركة المجتمعات التي تستوطن تلك الغابات والشعوب الأصلية في خطة الخفض وصيانتها وتمويل البرنامج ومراقبته (التمويل) باستمرار لضمان التوزيع العادل للمخصصات بين أعضاء البرنامج.
استجابةً للمخاوف، وضع مؤتمر الأطراف إجراءات حماية لخفض الانبعاثات الناتجة عن إزالة الغابات وتدهورها، على الرغم من أن هذه التدابير نفسها تواجه انتقادات عديدة لكونها مفرطة بالعموميات وغير قابلة للتنفيذ، ولفشلها بوضع مجموعة محددة من متطلبات المشاركة في برنامج خفض الانبعاثات الناتجة عن إزالة الغابات وتدهورها في البلدان النامية.